# Sharmila Rege
Sharmila Rege (Pune, 7 de outubro de 1964 - Pune, 13 de julho de 2013) foi uma socióloga indiana, acadêmica feminista e autora de Writing Caste, Writing Gender. Ela liderou o Centro de Estudos Femininos Krantijyoti Savitribai Phule, (o departamento de Estudos de Gênero) da Universidade de Pune, cuja posição ocupou desde 1991. Ela recebeu o prêmio Malcolm Adiseshiah de contribuição diferenciada para estudos de desenvolvimento do Instituto Madras de Estudos de Desenvolvimento (MIDS) em 2006.
Rege foi uma das principais acadêmicas feministas na Índia, cujo trabalho no desenvolvimento de uma "Perspectiva do Ponto de vista de Dalit" foi crucial para a abertura de debates feministas na Índia sobre questões de classe, casta, religião e sexualidade. O trabalho de Rege na academia, para lutar pelo direito dos estudantes dalits, tem sido um testemunho de seu compromisso com a reforma educacional crítica na Índia. Suas preocupações em torno da questão feminina na Índia contribuíram enormemente para métodos novos e alternativos de historiografia, expondo os pontos cegos de uma nação hindu em direção às vozes dalit e perspectivas que têm sido frequentemente negligenciadas no meio político da história da Índia. Sua ênfase em realocar o papel central de B.R. Ambedkar na formação do Estado-nação moderno garantiu que a voz das margens não permaneça invisível, abre espaço para a contestação política e o diálogo em um debate público que está sendo rapidamente engrandecido pela retórica do desenvolvimento econômico e da globalização.
Em seu último trabalho publicado, Against the Madness of Manu, ela procurou centralizar o papel de Ambedkar no movimento das mulheres, invocando sua luta ideológica contra o patriarcado bramânico, e como o sistema de castas gera violência gradual contra as mulheres. Seu foco particular na escrita de história alternativa deu nova vida às tradições locais e orais do conhecimento e da prática cultural, trazendo-as à atenção pública por meio de projetos de tradução que constroem arquivos da memória nacional.
Morreu de câncer de cólon em 13 de julho de 2013.